# Les Landau
Les Landau és un director de televisió, director de cinema i productor de cinema estatunidenc. És conegut sobretot pel seu treball a la franquícia Star Trek del 1987 al 2002, havent treballat en quatre sèries de Star Trek: La nova generació, Deep Space Nine, Voyager i Enterprise. El seu treball a Enterprise va ser el seu últim treball professional.

## Carrera
Landau és un dels cinc fills del productor de cinema i televisió Ely Landau. La seva madrastra era la productora de cinema Edie Landau. La seva família és d'origen jueu.
El primer crèdit de Landau va ser com a ajudant de producció a la pel·lícula de 1973 The Iceman Cometh, produïda pel seu pare, Ely Landau. El 1976 ja era ajudant de direcció a la pel·lícula Leadbelly, protagonitzada per Madge Sinclair i Albert Hall, i com a primer ajudant de direcció a les sèries de televisió Dynasty i T.J. Hooker.
També ha dirigit episodis de sèries de televisió com ara Beverly Hills, 90210, seaQuest DSV, Lois & Clark: The New Adventures of Superman, M.A.N.T.I.S., Sliders, JAG i Dark Angel.
L'actor Garrett Wang va recordar que Les Landau va dirigir l'episodi de la Voyager "El conducte". Wang va dir que, mentre intentava concentrar-se en el seu paper, els altres actors de la sèrie sovint parlaven amb Landau sobre possibles oportunitats de direcció. El repartiment tot just havia començat a dirigir la sèrie (el coprotagonista de Wang, McNeil, havia debutat com a director a l'episodi anterior), i els altres estaven entusiasmats amb les seves pròpies perspectives.
Landau va produir i dirigir Archibald the Rainbow Painter (1998), na pel·lícula de ficció sobre veterans del Vietnam, escrita per Laura Landau.

## Episodis dirigits deStar Trek

### La nova generació
- "Codi d'honor" (sense acreditar, substituït per Russ Mayberry durant la producció)
- "L'arsenal de la llibertat"
- "L'esquizoide"
- "Samaritans entrampats"
- "Els supervivents"
- "El déja Q"
- "Els pecats del pare"
- "Sarek"
- "Família"
- "Futur imperfecte"
- "Pistes"
- "Terrors nocturns"
- "Mitja vida"
- "L'alferes Ro"
- "Unificació I"
- "L'enigma"
- "La sageta del temps" (Part I i II)
- "Cadena de comandament, Part II"
- "Mosaic"
- "Plana oculta"

### Deep Space Nine
- "Progress"
- "The Forsaken"
- "Invasive Procedures"
- "Sanctuary"
- "Whispers"
- "The House of Quark"
- "Second Skin"
- "Destiny"
- "Crossfire"
- "Accession"
- "Broken Link"
- "By Inferno's Light"
- "Image in the Sand"
- "Afterimage"

### Voyager
- "Temps era temps"
- "Factors primordials"
- "Herois i dimonis"
- "Aliances"
- "Investigacions"
- "El conducte"
- "Drone"
- "Virtuoso"
- "Counterpoint"

### Enterprise
- "Sleeping Dogs"